# Dithyrambe

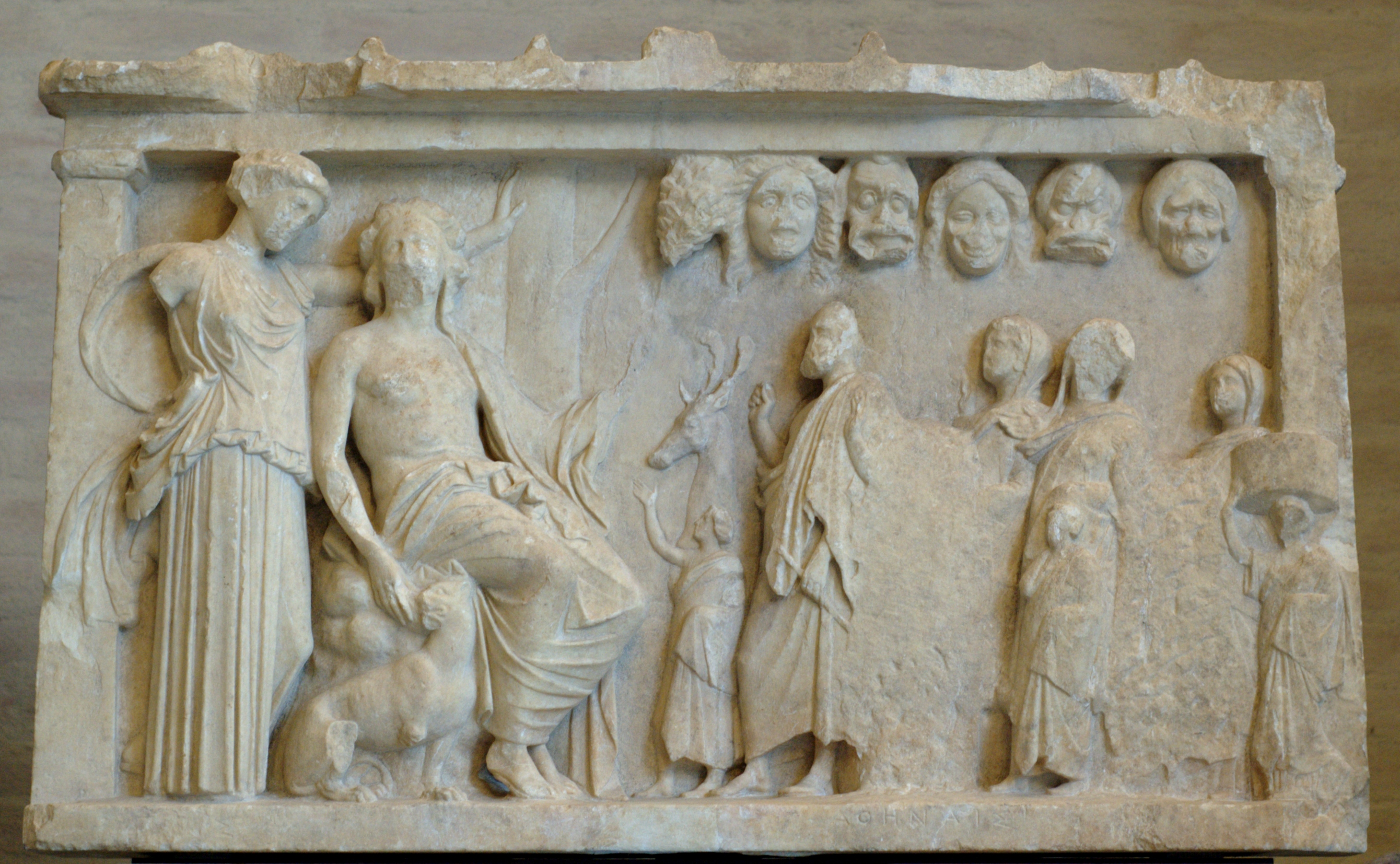
Attisch reliëf (4e eeuw voor Chr.) met een aulos-speler en diens familie staand voor Dionysos en een vrouwelijke consort.

Een dithyrambe (Gr. διθύραμβος) of dithyrambos was in het Oude Griekenland een extatische lofzang op Dionysos, de god van de wijn en de vruchtbaarheid. Dithyrambos was naast een lofzang ook een naam voor Dionysos.

## Vorm
Een dithyrambe werd gezongen door een koor van tot wel vijftig mannen of jongens die in een cirkelvormige opstelling dansten. Aangenomen wordt dat ze hierbij begeleid werden door de muziek van een fluit. Meestal ging het over een gebeurtenis in het leven van Dionysos. De leider van het koor werd dan vaak de hoofdrolspeler en ging een (muzikale) dialoog aan met de rest van het koor.
Wedstrijden tussen verschillende groepen, die dithyrambes ten gehore brachten, waren een belangrijk onderdeel van festivals zoals de Dyonisia en Lenaia. Voor elke groep namen twee koren deel: één volledig bestaand uit jongens en het andere uit mannen. De resultaten werden bijgehouden maar zonder de namen van de dichters, waardoor de meeste van hun namen verloren zijn gegaan. De winnaars konden een tripous laten plaatsen als publiekelijk aandenken aan hun overwinning, maar dit gebeurde op kosten van de koorleider.

## Geschiedenis
De eerste dithyramben komen waarschijnlijk uit de Peloponnesos van de 7de eeuw v.Chr. Wat de aanleiding voor de eerste dithyrambe was, is onbekend, maar waarschijnlijk was die niet Grieks, gezien het feit dat het woord dit waarschijnlijk ook niet is. Het fenomeen verspreidde zich al snel over de andere Griekse stadsstaten, waar onder andere Simonides, Pindaros en Bacchylides dithyramben schreven.
Volgens Aristoteles kwamen uit de dithyramben de latere tragedies voort. Dit betekende niet het einde voor de dithyramben; ze werden nog lang naast de tragedies uitgevoerd. Pas nadat de Romeinen al geruime tijd de heerschappij hadden verkregen over Griekenland kwam er een einde aan de wedstrijden.

## Klassieke muziek
Een aantal componisten liet zich door de dithyrambe inspireren. Voorbeelden daarvan zijn:
- Dithyrambe van Niels Gade
- Dithyrambe van Ture Rangström
- Concerto Dithyrambe van Wolfgang Rihm
- Dithyrambe van Otmar Schoeck
- Dithyrambe van Franz Schubert
- Dithyrambe van Josef Strauss
- Dithyrambe de laatste beweging uit opus 51 van Marcel Dupré
- Dithyrambe de laatste beweging uit Duo concertante voor viool en piano van Igor Stravinsky
- Symfonie 7 ''Dithyrambes pour les temps à venir'' van Matthijs Vermeulen